# ناتشو غاليندو (ممثل)
ناتشو غاليندو (بالإسبانية: Nacho Galindo)‏ هو ممثل مكسيكي، ولد في 7 نوفمبر 1908 في غوادالاخارا في المكسيك، وتوفي في 22 يونيو 1973 في لوس أنجلوس في الولايات المتحدة.

## أعمال

### أفلام
- (1950) السهم المكسور
- (1954) الرمح المكسور
- (1956) الباحثون
- (1966) إل دورادو

## وصلات خارجية
- ناتشو غاليندو على موقع IMDb (الإنجليزية)
- ناتشو غاليندو على موقع تيرنر كلاسيك موفيز (الإنجليزية)
- ناتشو غاليندو على موقع أول موفي (الإنجليزية)
- ناتشو غاليندو على موقع قاعدة بيانات الفيلم (الإنجليزية)